# Miquel Valls
Miquel Valls Maseda (Barcelona, 28 de septiembre de 1943-Ib., 22 de septiembre de 2019) fue un empresario y economista español, presidente de la Cámara de Comercio, Industria y Navegación de Barcelona desde el 21 de junio de 2002.

## Biografía

### Estudios
Se licenció en ciencias económicas por la Universidad de Barcelona, máster en gestión gerencial por la Escuela de Alta Dirección y Administración (EADA), y diplomado en dirección de empresas por el Instituto de Estudios Superiores de la Empresa (IESE).

### Carrera profesional
Inició su implicación en la Cámara de Comercio, Industria y Navegación de Barcelona en 1996. Dos años después pasó a formar parte de su Comité Ejecutivo bajo la responsabilidad del área de delegaciones. En 2002 asumió la presidencia, después de concurrir a la elección sin competencia. Además, también asumió la presidencia del Consejo General de Cámaras de Cataluña, la vicepresidencia del Consejo Superior de Cámaras de Comercio, Industria y Navegación de España y de la Asociación de Cámaras de Comercio del Mediterráneo (ASCAME). Fue miembro del comité español de la Chambre de Commerce Internationale (CCI) y también del Comité Ejecutivo de la Fira Barcelona así como presidente de su Comisión Económica. También formó parte del Consejo de Administración de la Feria y su Ponencia Estratégica, ocupando el cargo de vicepresidente del Consejo General.
Ejerció funciones ejecutivas en el grupo familiar de empresas Valls, que operaban en el sector metalúrgico, entre 1970 y 1984. Desde 1985 hasta 2000 pasó a ser el presidente ejecutivo de Comercial DVP (después Acciai Speciali Terni), también involucrada en el mismo sector.
Desde 1970 fue miembro del Consejo de Administración de Fichet SA, y presidente de Fichet Industria SL desde 1996. En 2000 se incorporó a la Junta Directiva de Mutual Midat Cyclops, y desde 2001 fue miembro de la Comisión Permanente y Presidente.
Además, participó como miembro del Consejo de Administración de la Corporación Catalana de Comunicación (diario Avui) y como patrono de la Fundación Conservatorio del Liceo. 
Falleció en su ciudad natal a la edad de casi 76 años.

## Premios
El Gobierno de la Generalidad de Cataluña le concedió la Creu de Sant Jordi el 11 de abril de 2017.